# Lennox Sirjuesingh
Lennox Sirjuesingh, né le 26 juillet 1944, est un ancien arbitre trinidadien de football des années 1980. Il fut un ancien directeur d'école, un auteur et un arbitre de cricket.

## Carrière
Il a officié dans une compétition majeure : 
- JO 1988 (1 match)